# Jean Delatour
Pour l’article ayant un titre homophone, voir Jean de La Tour.
Pour les articles homonymes, voir De La Tour.
Jean Delatour est une entreprise française spécialisée dans la bijouterie créée par Jean-Pierre Frety en 1981, dont le siège social se situe à Vénissieux, en région Auvergne-Rhône-Alpes.

## Histoire
1978 : Création de la marque Jean Delatour
1981 : Ouverture du premier magasin (montres) à Vénissieux
1982 : Introduction du plaqué or et de l'argent 
1986 : Introduction de l'or vendu en libre accès, création de l'atelier VENOR
1992 : Création de GESTOUR (services administration)
Peu à peu, les difficultés se sont accumulées. Trop de zones commerciales concurrentes, des clients qui se font moins nombreux et consomment moins, une image trop bas de gamme, autant d'atouts passés qui se sont transformés en faiblesses.
En 2014, le groupe Jean Delatour commence à fermer des boutiques et licencie 128 personnes. Trois ans plus tard, le chiffre d'affaires a été divisé par deux et dépasse à peine les 21 millions d'euros, et l'endettement est devenu insurmontable. L'entreprise en placée en procédure de sauvegarde.
2017 : Annonce de la fermeture des 25 magasins de l'entreprise sur le territoire national, liquidation judiciaire prévue le 11/04/2017
En fait la liquidation judiciaire du groupe Jean Delatour n'a pas été prononcée et il reste sous le régime de la sauvegarde bien que l'ensemble des points de vente aient été fermés.
La structure du groupe comprenant 133 sociétés contrôlées par Jean Pierre Frety ou par des membres de sa famille en fait un dossier complexe.

## Équipe de cyclisme

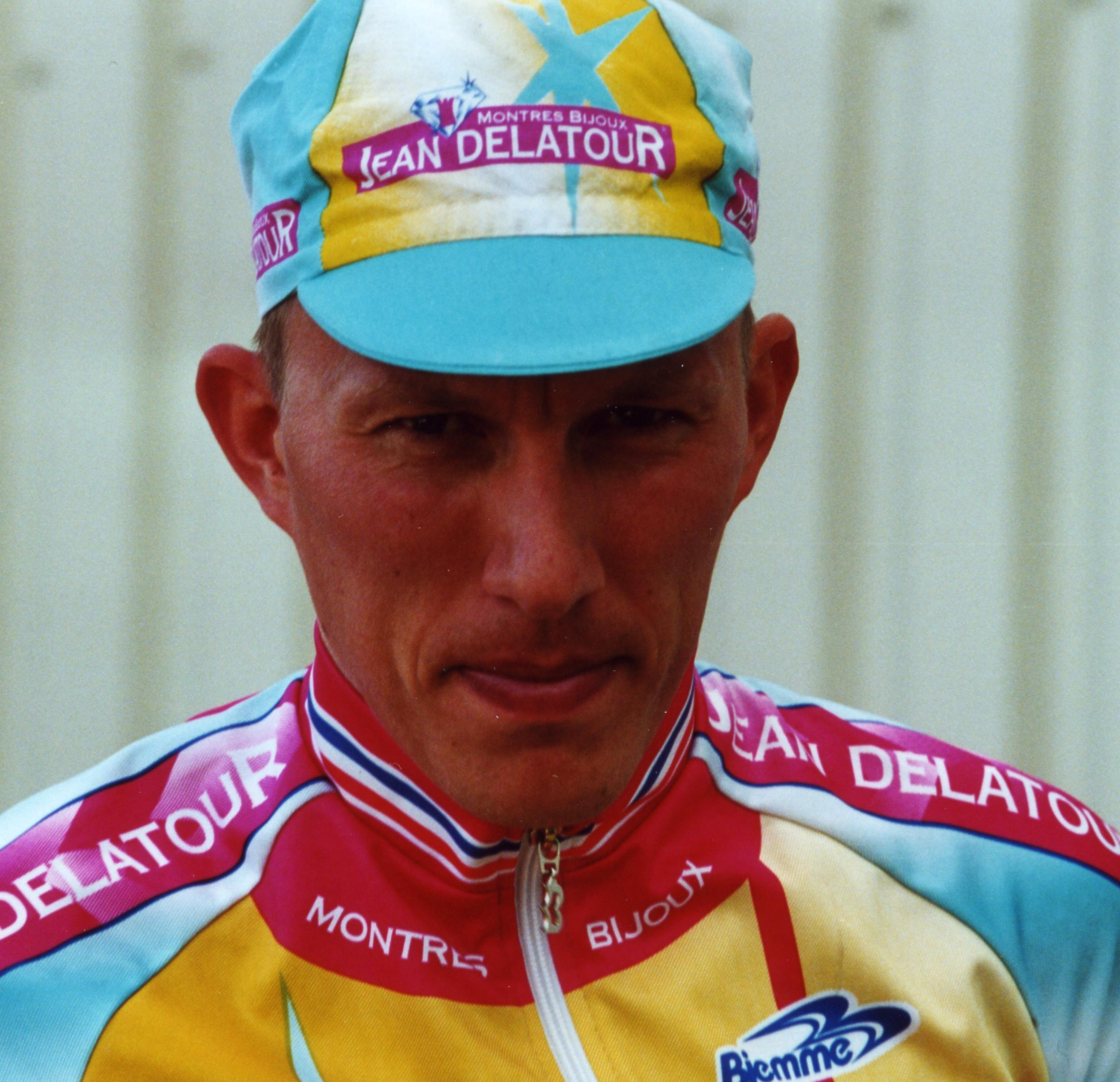
Eddy Seigneur aux couleurs de Jean Delatour en 2000.

L'entreprise se lance dans le cyclisme en 2000 et sponsorise son équipe jusqu'en 2003.